# Серпентина (музикален инструмент)
Серпентината е нисък (по височина на тона) ранен меден духов инструмент, разработен през епохата на Ренесанса с мундщук, подобен на тромбон, и отвори за тон (по-късно с клавиши) като дървен духов инструмент. Въпреки че е тясно свързана с цинка, серпентината има по-тънки стени, по-коничен отвор и няма дупка за палеца.
Звукът на серпентината е нещо средно между фагот и еуфониум и обикновено се свири в седнало положение, като инструментът е изправен между коленете на изпълнителя.
Далечен предшественик на тубата, серпентината е свързана с инструмента цинк и е била използвана за басови партии от XVII до началото на XIX век.

## Етимология
Музикалният инструмент е наименуван „серпентина“ (от Serpentes – подразред влечуги; змия) заради дългия си конусовиден отвор, огънат в подобна на змия форма, и за разлика от повечето духови инструменти, е направен от дърво и покрит с тъмнокафява или черна кожа.